# Parikkala
Parikkala est une municipalité du sud-est de la Finlande, à la frontière avec la Russie. La commune se trouve dans la province de Finlande méridionale (Etelä-Suomen lääni en finnois) et la région de Carélie du Sud.

## Histoire
La commune a souvent été bordée par une frontière entre deux États : entre la Suède et Novgorod à la suite du traité de Nöteborg (1323), entre la Finlande et l'URSS depuis la fin de la guerre de Continuation et le traité de Paris (1947). À la suite de cette guerre, un tiers de la commune a été cédée à la Russie.
Elle compte une minorité significative de chrétiens orthodoxes, comme beaucoup de communes de la frontière orientale de la Finlande.
En 2005, Parikkala a doublé sa superficie et augmenté sa population de 50 % en fusionnant avec les municipalités voisines de Saari et Uukuniemi.
Ces deux communes qui avaient été pratiquement totalement annexées en 1944 par l'URSS (plus de 80 % pour Uukuniemi) avaient cependant continué à exister malgré leur faible population, notamment pour des raisons patriotiques.

Carte des villages et paroisses fusionnées avec Parikkala en 2005.

## Géographie
La forme de la municipalité se présente comme une longue bande allongée, bordée d'un côté par la Savonie du Sud et Carélie du Nord, et de l'autre par la Russie. Elle est traversée par la moraine de Salpausselkä qui continue sa course vers la Carélie russe.
Les lacs couvrent 22 % du territoire de la commune, que ce soit le Simpelejärvi qui entoure le centre administratif ou le grand Pyhäjärvi dans lequel se reflète la vieille église d'Uukuniemi, face à la frontière.
Outre la Russie (le lac Ladoga n'est qu'à 30 km), les communes voisines sont Kitee, Rautjärvi, Rautjärvi et Savonlinna.

## Démographie
Depuis 1980, la démographie de Parikkala a évolué comme suit (selon le périmètre de la commune au 1er janvier 2013) :
| Année      | 1980  | 1985  | 1990  | 1995  | 2000  | 2005  |
| ---------- | ----- | ----- | ----- | ----- | ----- | ----- |
| population | 8 809 | 8 309 | 7 893 | 7 250 | 6 653 | 6 227 |

| Année      | 2010  | 2015  | 2020  |
| ---------- | ----- | ----- | ----- |
| population | 5 787 | 5 235 | 4 728 |

### Conseil municipal
Les sièges des 27 conseillers municipaux sont répartis comme suit:
| Parti     | Parti                              | Sièges 2021–2025 |
| --------- | ---------------------------------- | ---------------- |
|           | Parti social-démocrate de Finlande | 2                |
|           | Vrais Finlandais                   | 2                |
|           | Parti de la Coalition nationale    | 3                |
|           | Parti du centre                    | 10               |
|           | Ligue verte                        | 1                |
|           | Alliance de gauche                 | 0                |
|           | Chrétiens-démocrates               | 1                |
|           | Parikkala-ryhmä yhteislista        | 8                |
| Sources : |                                    |                  |

### Subdivisions administratives
Les 3 conurbations de Parikkala sont Parikkalan kirkonkylä,	Särkisalmi et Akonpohja.
Parikkala compte les villages suivants: Akonpohja, Honkakylä, Intsilä, Joukio, Järvenpää, Kangaskylä, Kaukola, Kesusmaa, Kinnarniemi, Kirjavala, Koitsanlahti, Kummunkylä, Lamminkylä, Maironiemi, Melkoniemi, Mikkolanniemi, Mäntylahti (Mentalahti), Niukkala, Oravaniemi, Poutala, Rantakylä, Rasvaniemi, Rautalahti, Saarenkylä, Savikumpu, Tarnala, Tiviä, Tyrjä et Uukuniemi.

## Transports
Parikkala est un carrefour routier et ferroviaire.
La commune est traversée par la nationale 6, venue d'Helsinki (319 km) et de Lappeenranta (96 km) et continuant vers Joensuu (140 km) et Kajaani (378 km).
Elle marque également l'extrémité de la nationale 14 vers Juva via Savonlinna (59 km).
De la gare de Parikkala, des liaisons ferroviaires directes sont assurées à destination de Joensuu, Helsinki et Savonlinna.
La voie ferrée de Carélie menant à Joensuu passe par Parikkala.
À la gare de Parikkala, elle bifurque de la voie ferrée Huutokoski–Parikkala.
Situé à 60 kilomètres, l'aéroport de Savonlinna est le plus proche de Parikkala.
Le poste-frontière de Parikkala–Syväoro permet de rejoindre la république de Carélie.

## Lieux et monuments
- Église de Parikkala
- Parc aux sculptures (fi)[5]
- Musée de la laiterie de Parikkala (fi)
- Musée de Koitsanlahti (fi)
- Baie Siikalahti
- Mykkiin kivet

## Galerie

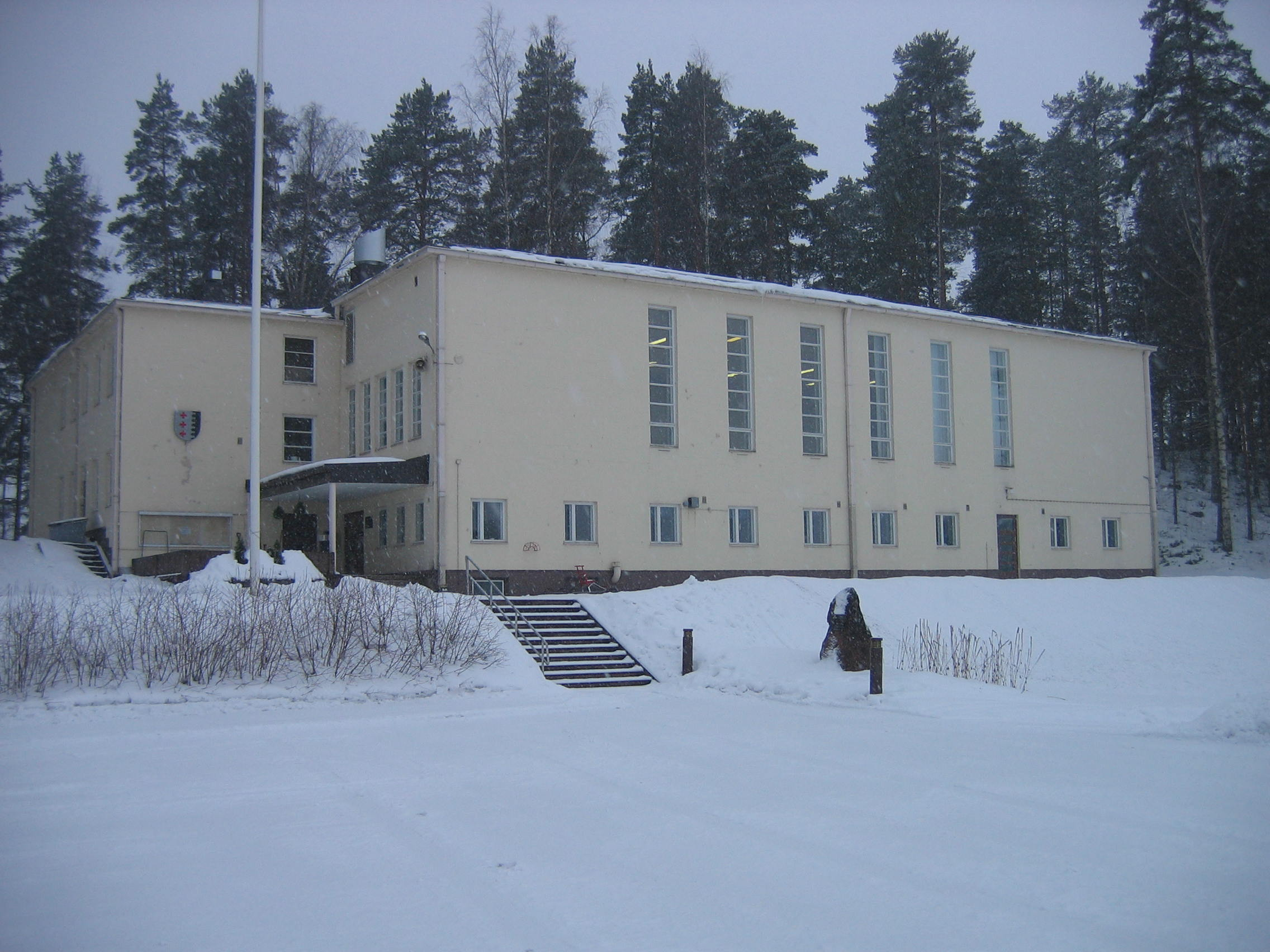
Harjulinna.
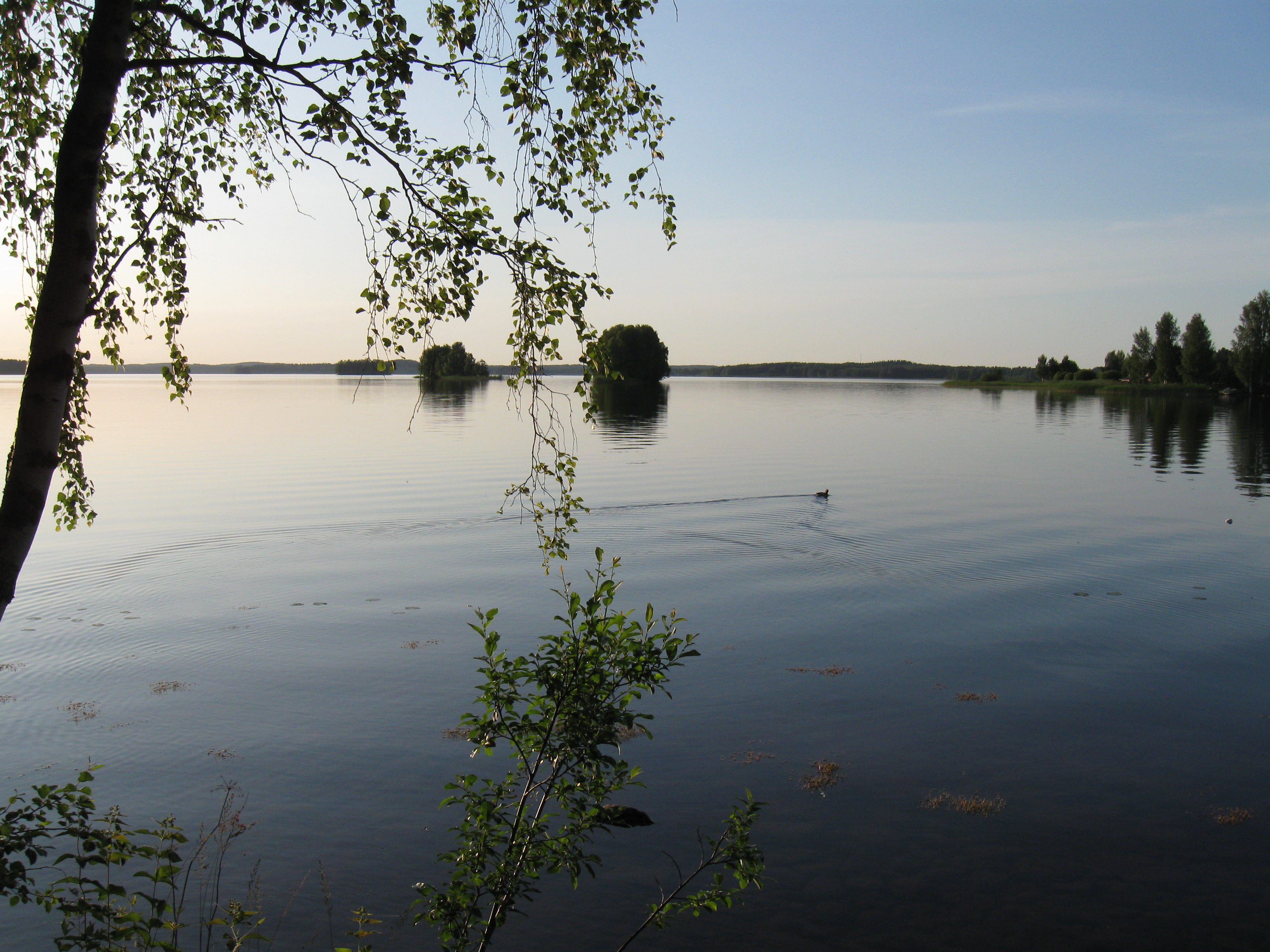
Le lac Simpele.
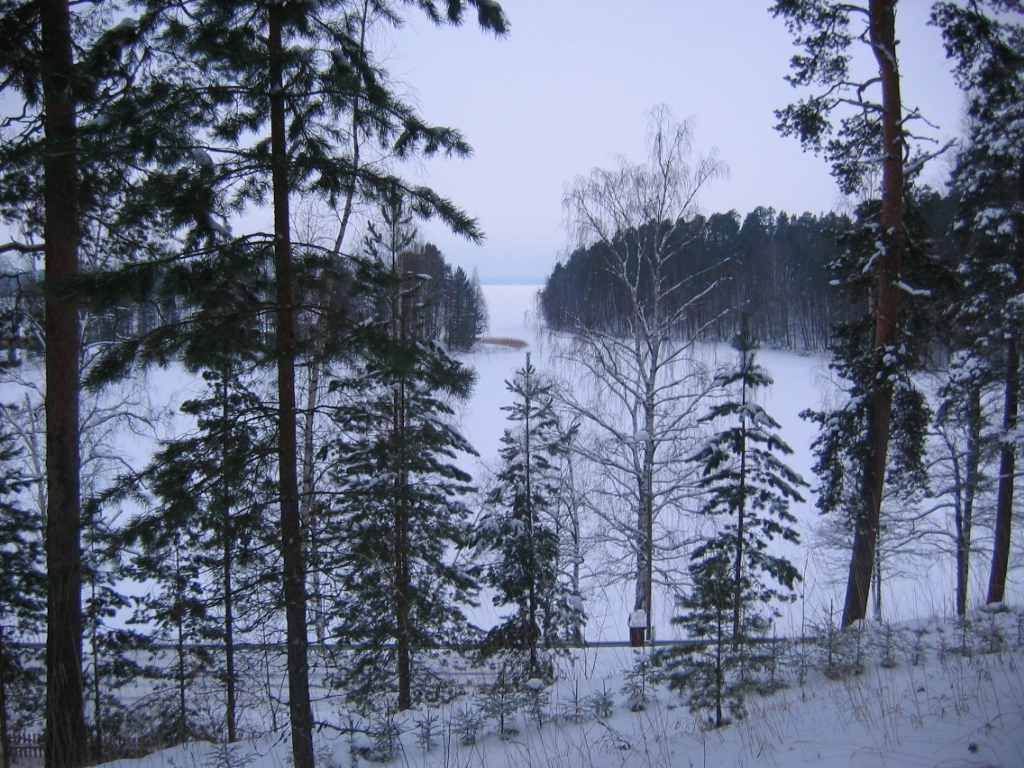
Baie Anitsanlahti du lac Simpele.
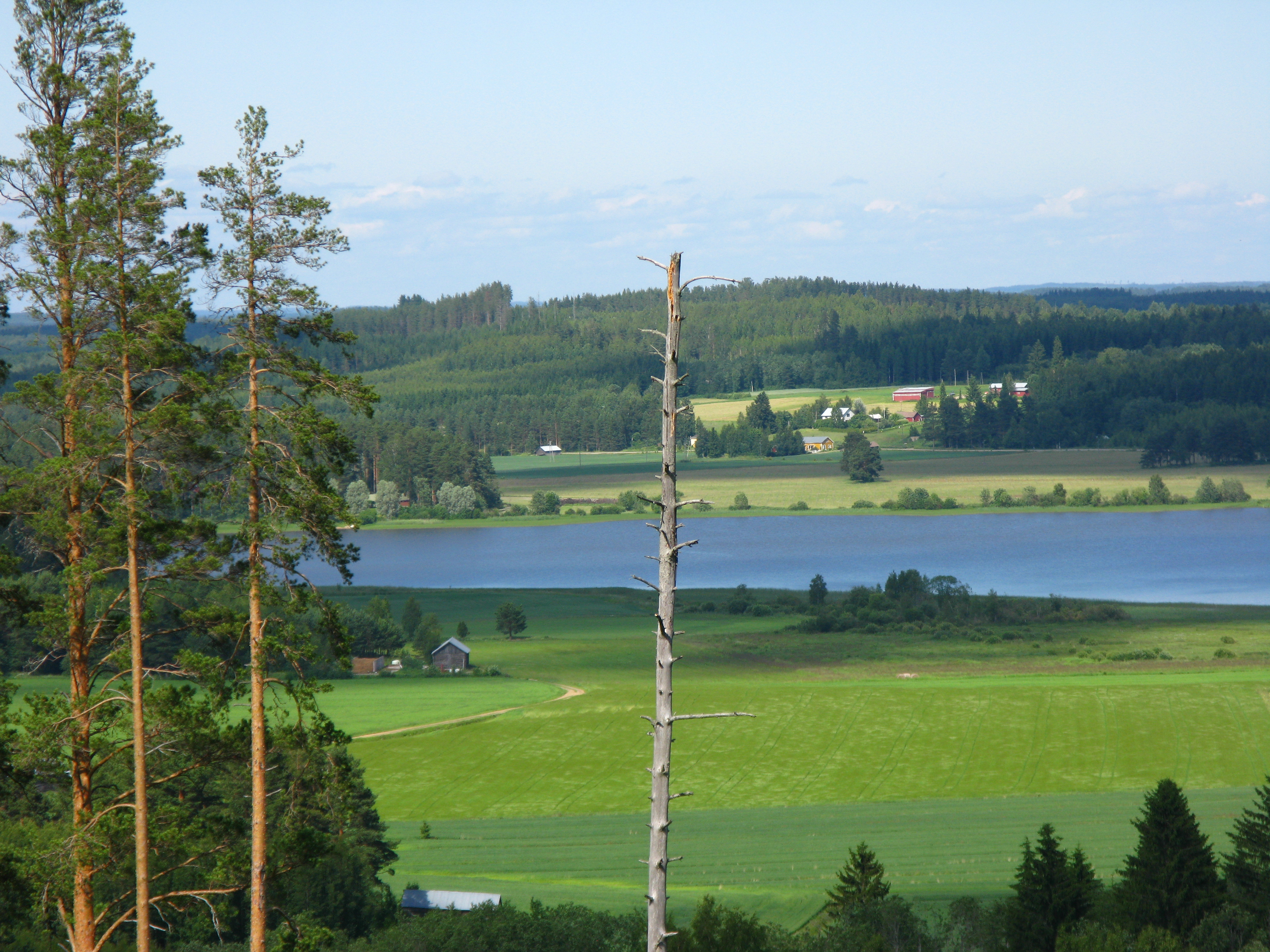
Vue de la tour de Vaaranmäki à Saari.
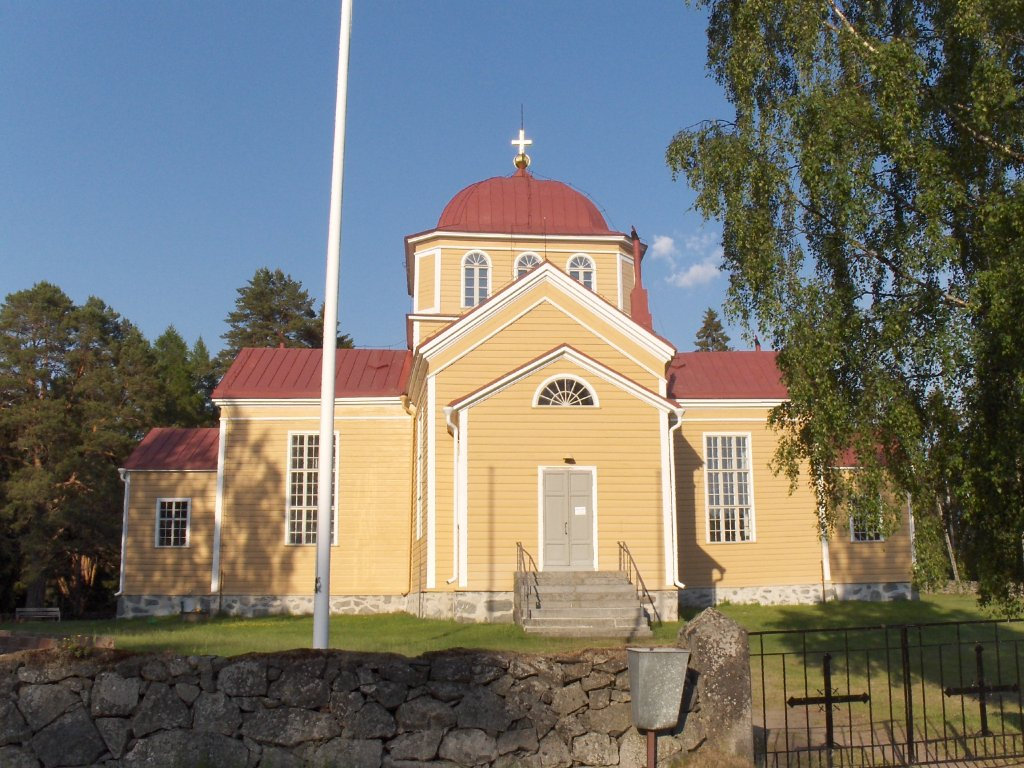
Église d'Uukuniemi
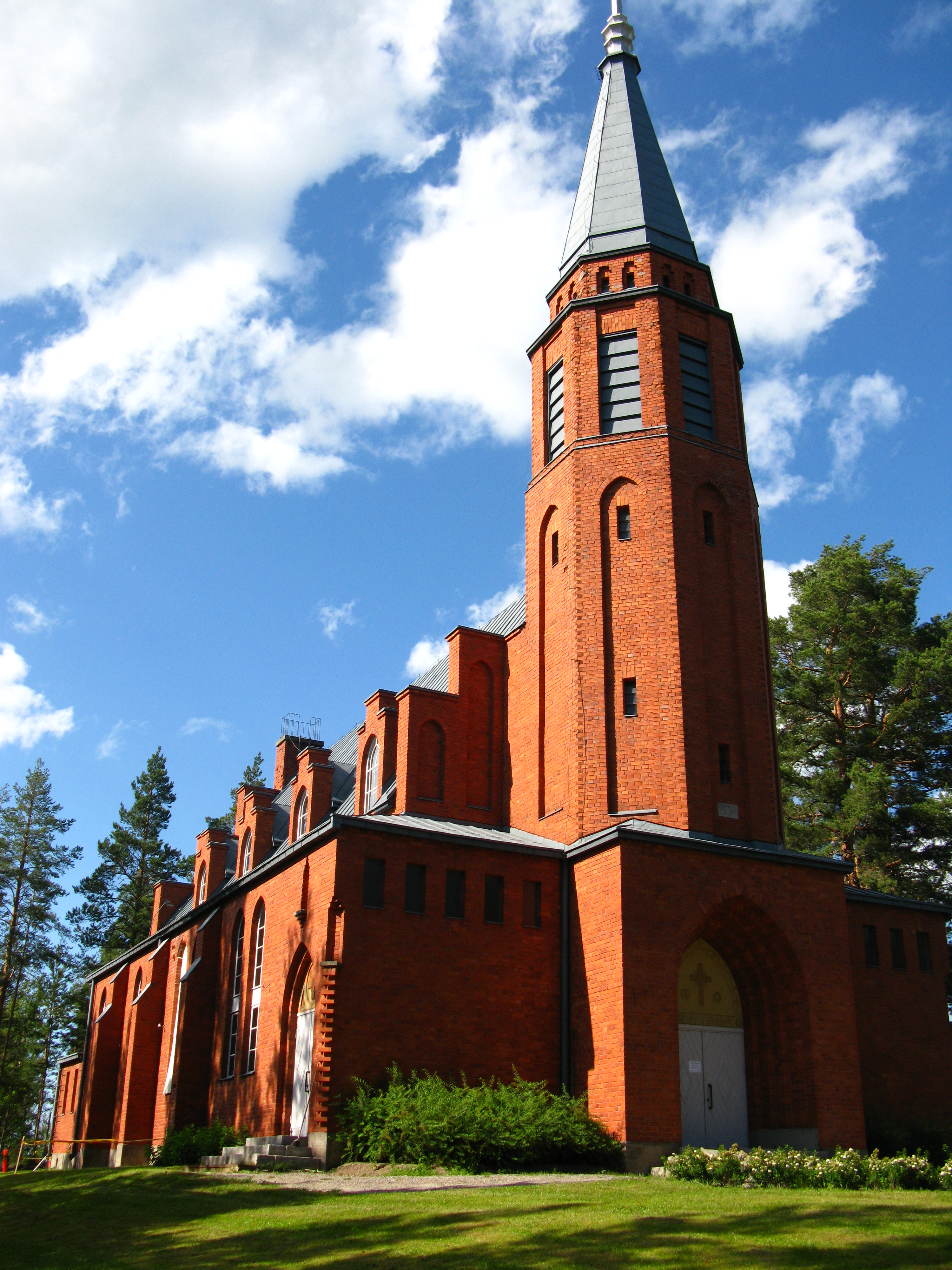
Église de Saari.
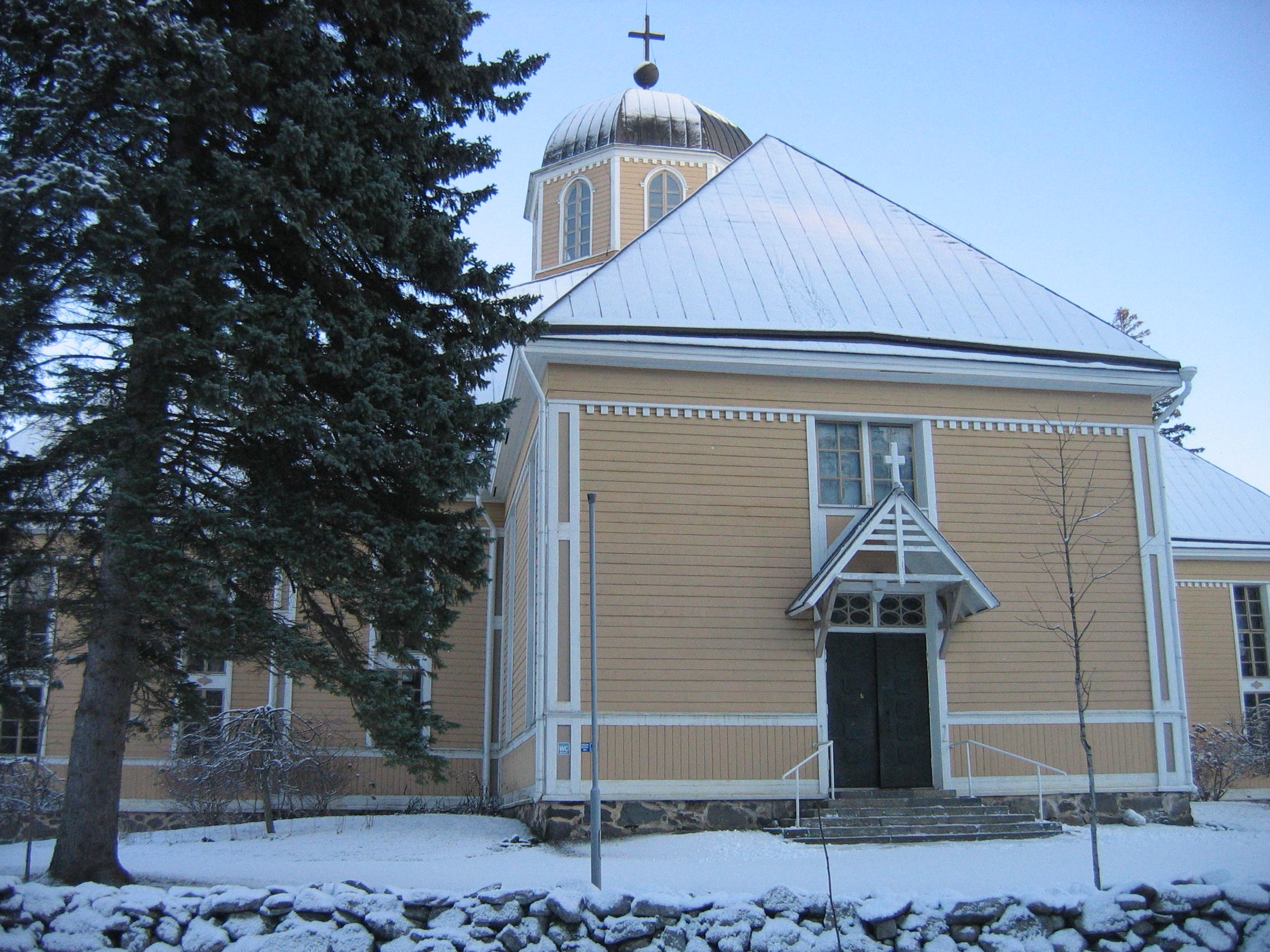
Église de Parikkala.